# Landesgedächtnisstätte Tummelplatz

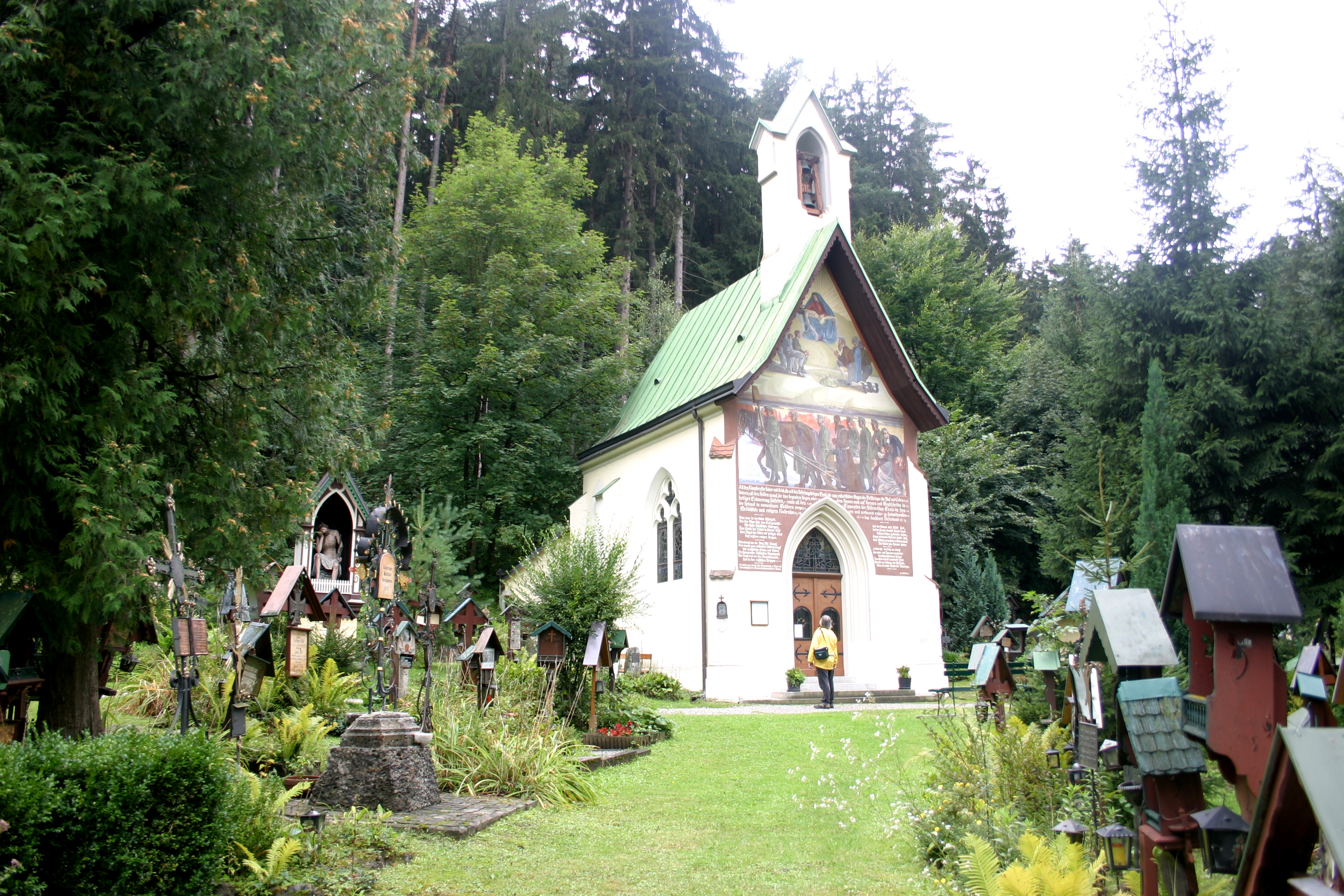
Tummelplatz mit Kreuzkapelle

Die Landesgedächtnisstätte Tummelplatz (auch Friedhof am Tummelplatz, Waldfriedhof am Tummelplatz) ist ein Soldatenfriedhof im Innsbrucker Stadtteil Amras. Die Anlage zählt zu den Friedhöfen in Innsbruck und dient als Gedenkstätte für Gefallene von Kriegen des 18. bis 20. Jahrhunderts.

## Lage

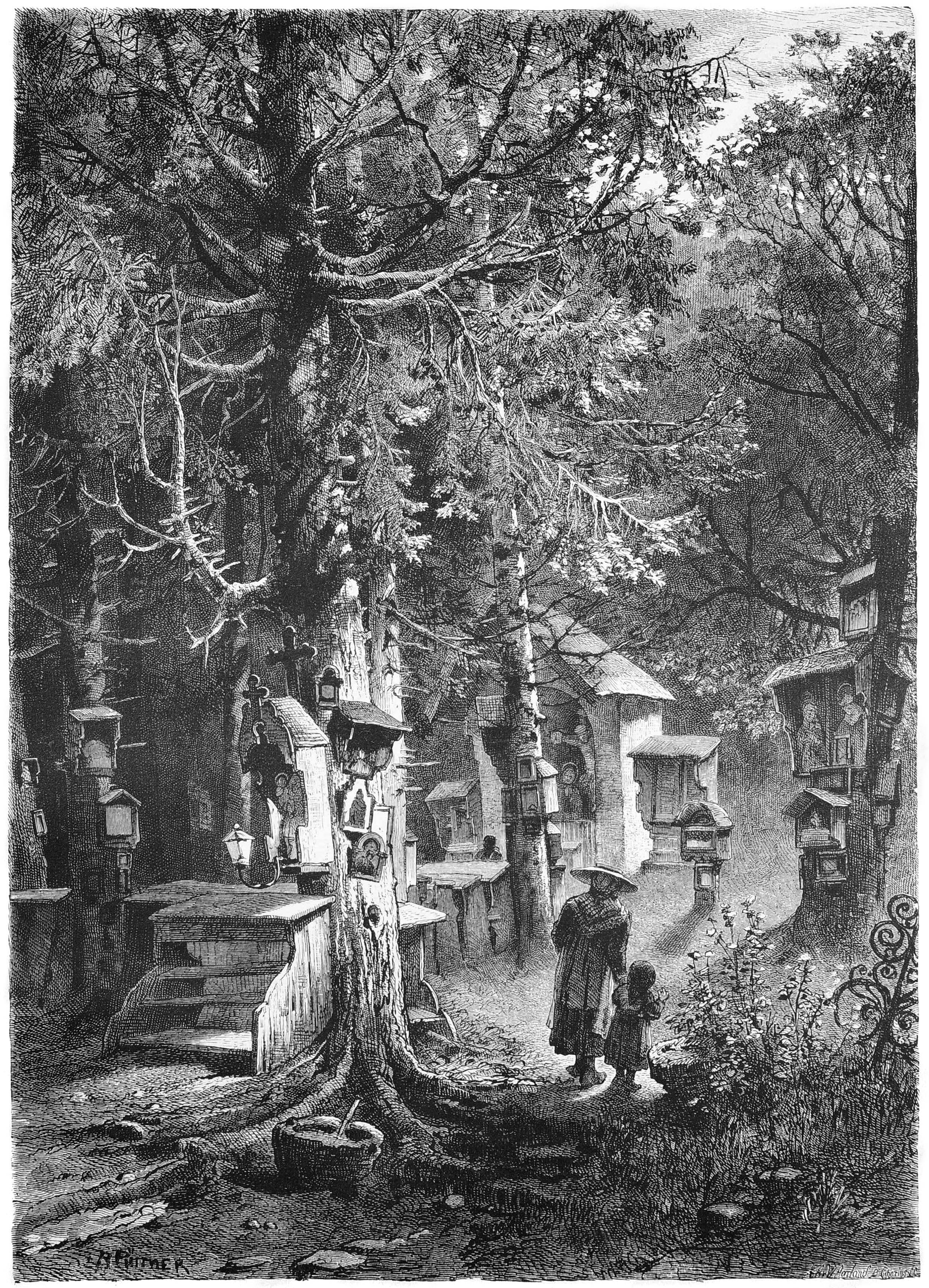
Der ehemalige Turnier- und Tummelplatz bei Ambras. Nach der Natur aufgenommen von R. Püttner. Die Gartenlaube, 1877

Der Tummelplatz liegt westlich oberhalb von Schloss Ambras am Hang des Paschbergs auf rund 660 m ü. A. und ist von altem Waldbestand umgeben. Die Innsbrucker Mittelgebirgsbahn führt in einer weiten Schleife um den Friedhof, der von der Haltestelle Tummelplatz aus erreichbar ist.

## Geschichte
Die Lichtung oberhalb von Schloss Ambras diente vermutlich als Reitplatz für die Pferde der landesfürstlichen Schlossherrschaft und erhielt davon ihren Namen. Nach Auflassung der Habsburger-Residenz in Innsbruck stand das Schloss zunächst leer und wurde während der Napoleonischen Kriege in den Jahren 1796 bis 1814 sowie 1848, 1859 und 1866 als Militär-Lazarett genutzt. In der Folge wurde der Tummelplatz ab 1797 als Begräbnisstätte für die im Schloss verstorbenen Soldaten verwendet, rund 8000 Tote wurden hier beigesetzt. 1799 ließ der Amraser Gemeindevorsteher Johann Georg Sokopf ein Holzkreuz aufstellen als Zeichen dafür, dass es sich um einen Friedhof handelte. Das Kreuz wurde zusammen mit einem „wundertätigen“ Grab ab etwa 1810 zu einer Andachtsstätte für Pilger, die von offizieller Seite als „Volksandacht im Ambraser Walde“ bezeichnet wurde. 1813 wurde der Friedhof geweiht.
Im Laufe des 19. Jahrhunderts wurden zahlreiche Gräber, Bildstöcke und Kapellen errichtet. Während des Ersten Weltkriegs wurde der Soldatenfriedhof Amras am Talboden angelegt und der Tummelplatz als Begräbnisstätte aufgelassen. Stattdessen errichteten verschiedene Organisationen, Vereine und Studentenverbindungen symbolische Gräber und Gedenkstätten für in der Ferne gefallene Soldaten. Heute dient der Tummelplatz als Tiroler Landesgedächtnisstätte der Erinnerung an die Gefallenen insbesondere der beiden  Weltkriege und wird von einem Erhaltungsverein betreut.

## Anlage und Denkmäler

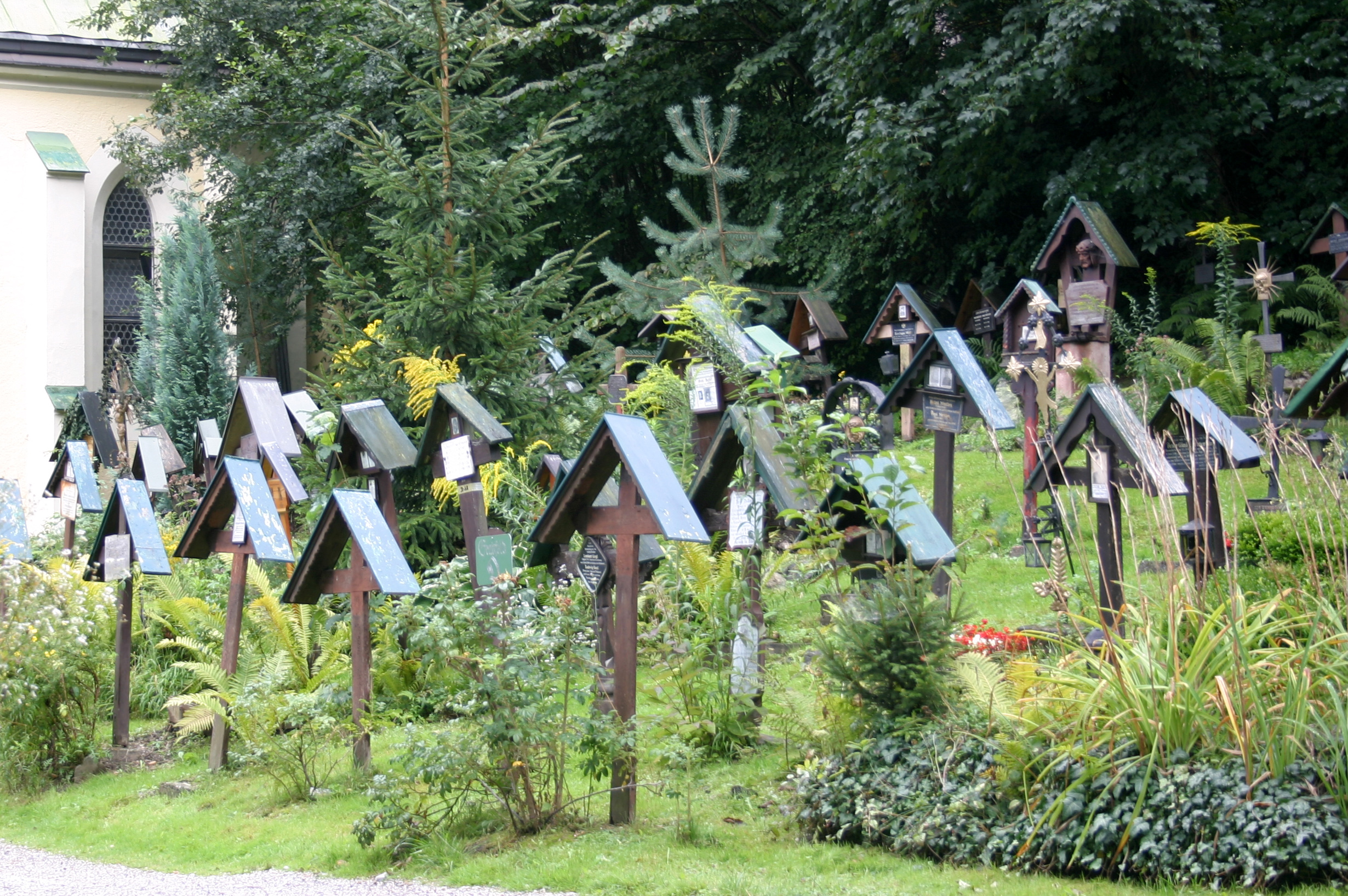
Gräber mit Holzkreuzen

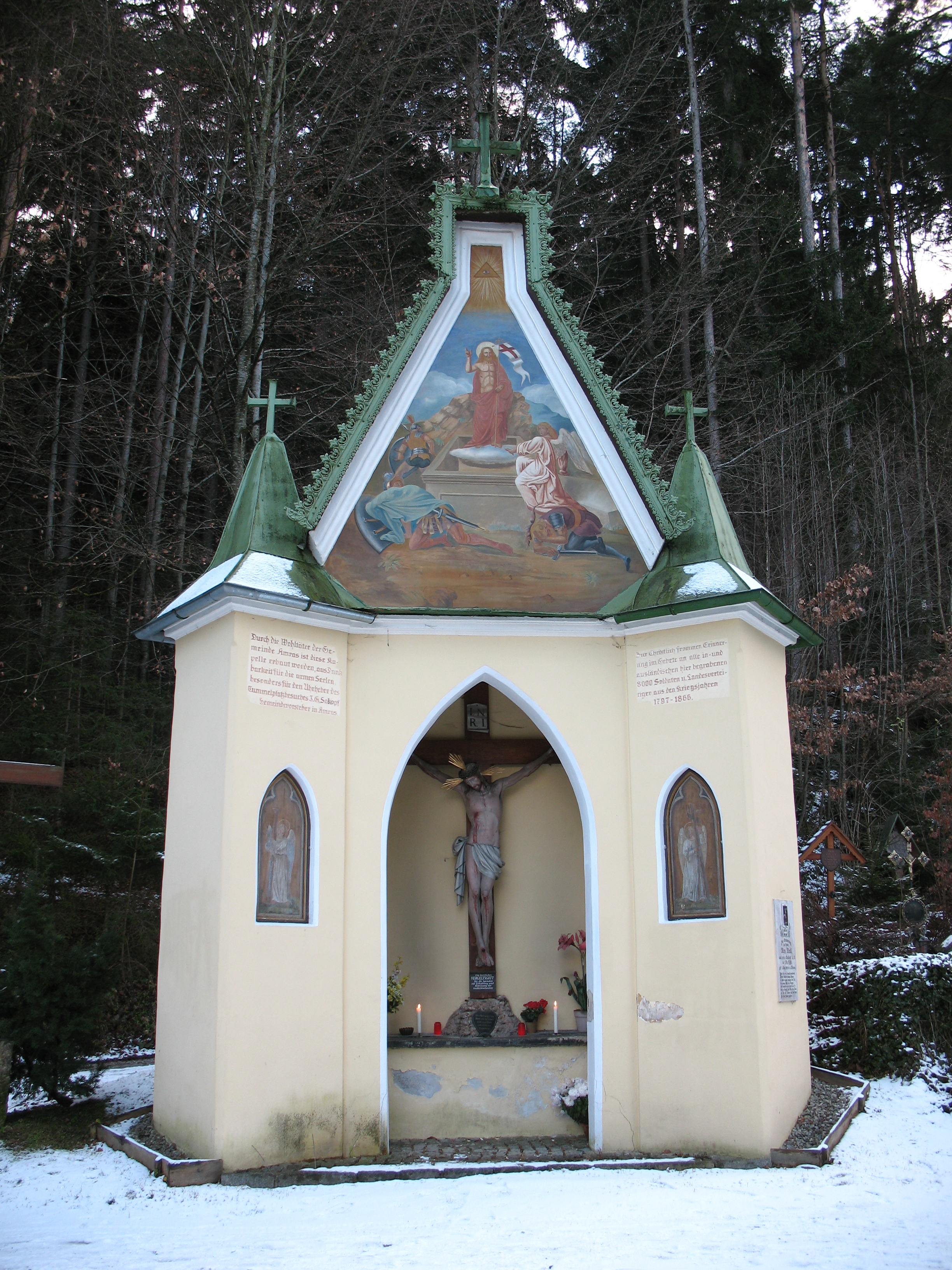
Heilig-Kreuz-Kapelle

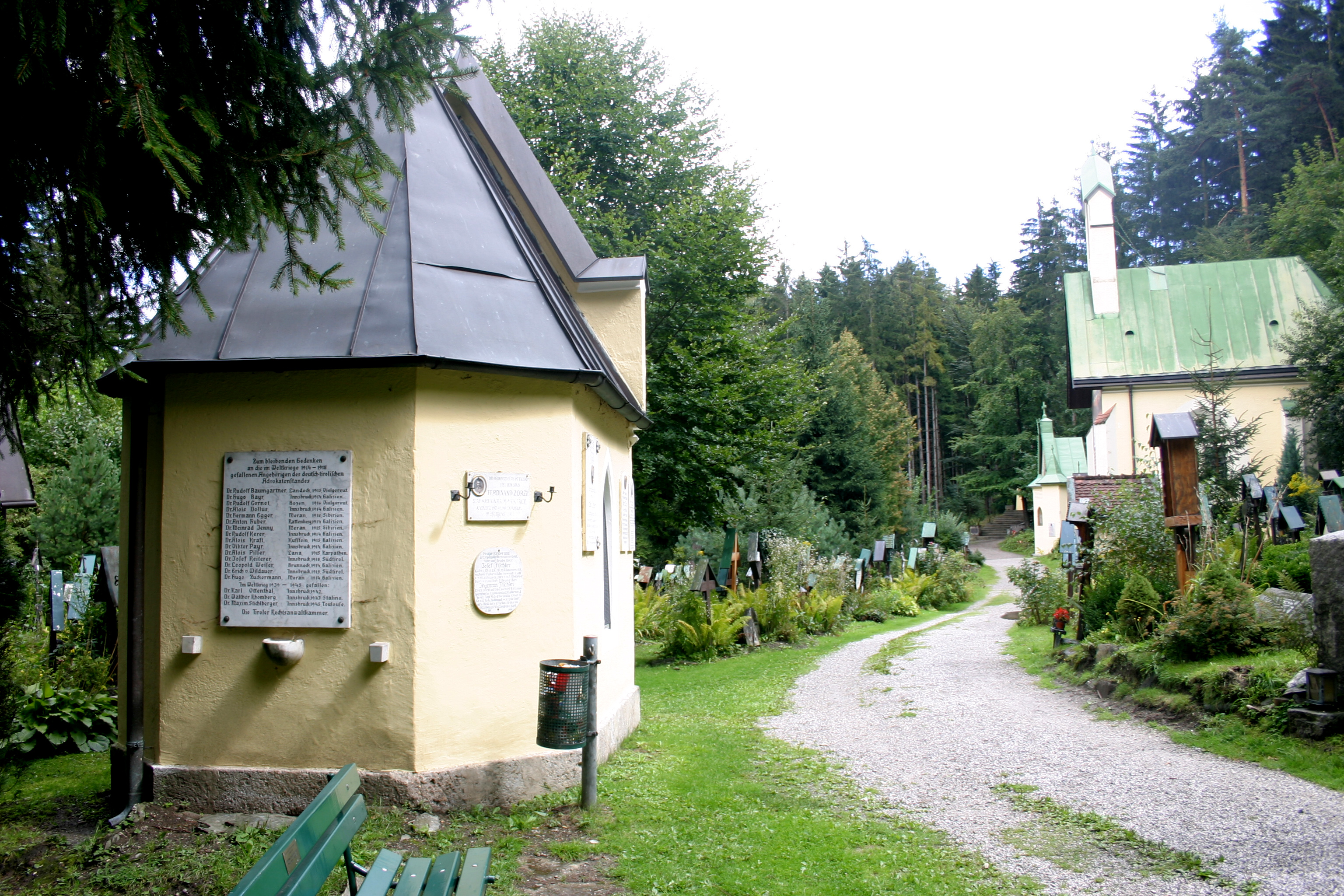
Blick vom westlichen Ende mit Lourdeskapelle (links) und Kreuzkapelle (rechts)

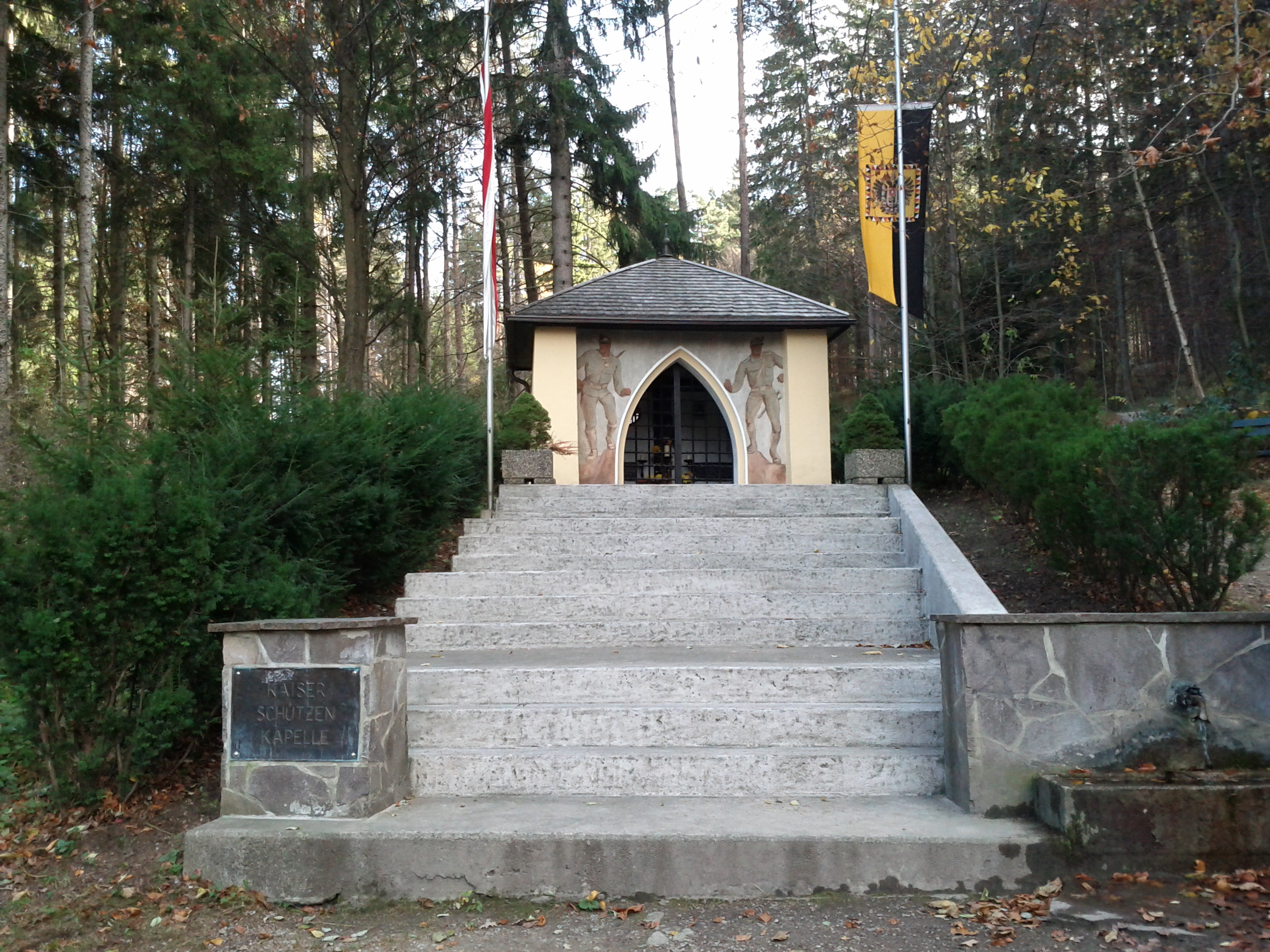
Kaiserschützenkapelle

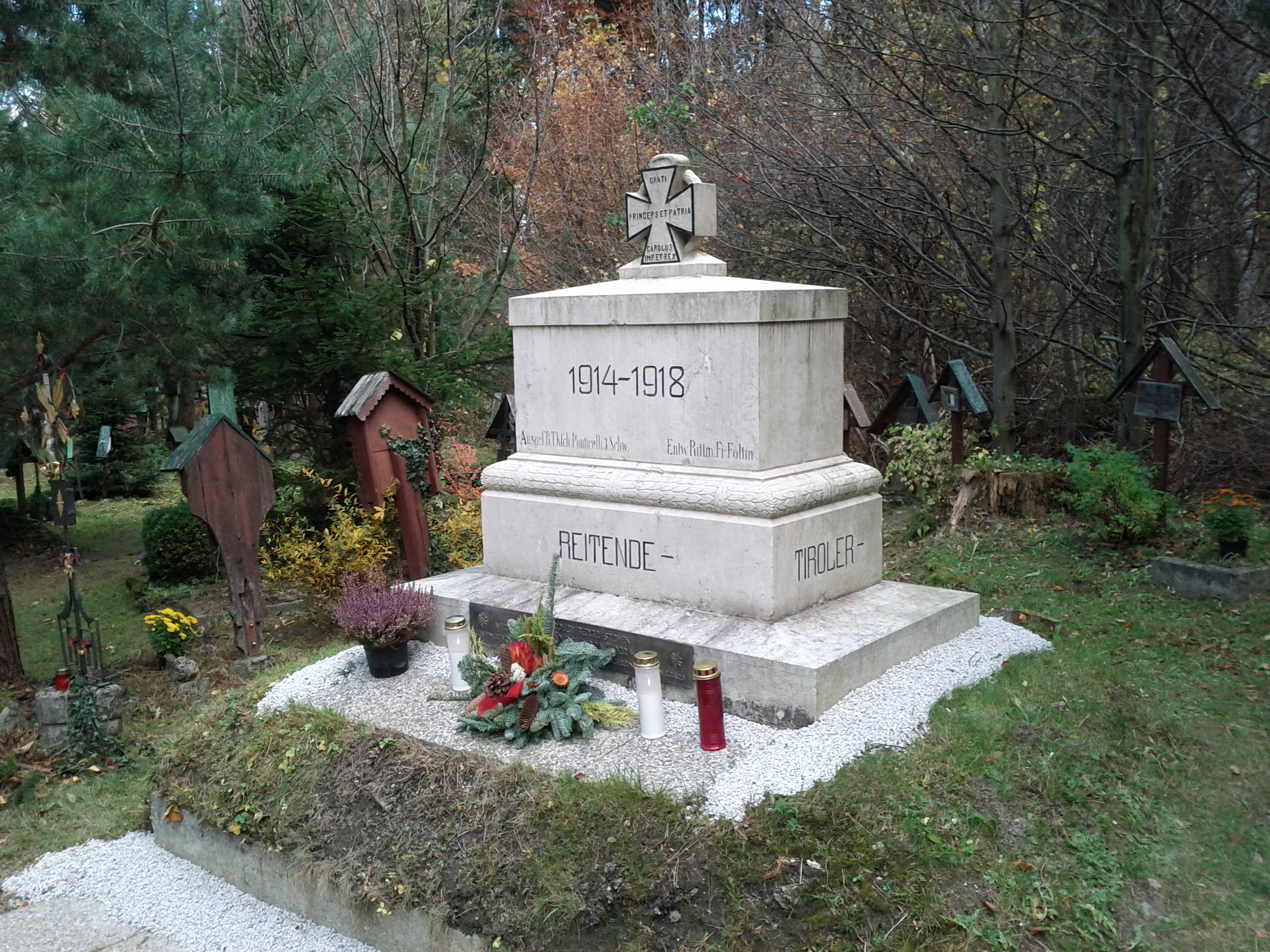
Denkmal der Reitenden Kaiserschützen

Der Friedhof mit annähernd dreieckigem Grundriss besteht aus unregelmäßigen Grabfeldern, die von Wegen durchzogen sind. Er weist rund 1300 Grabmäler auf, großteils handelt es sich um überdachte Holzkreuze, aber auch um schmiedeeiserne Kreuze, Steinstelen und Bildstöcke. Im Süden befindet sich die Friedhofskapelle, über den Friedhof verteilt finden sich verschiedene Kapellen und Denkmäler aus dem 19. und frühen 20. Jahrhundert. Elf Objekte stehen unter Denkmalschutz (Listeneintrag), nicht jedoch die Anlage als Ganzes.
Der Schnitzer Anton Steger schuf 1851 eine Kreuzigungsgruppe, die zunächst in einer Holzkapelle aufgestellt wurde. 1884 wurde die heutige gemauerte Kapelle (Heilig-Kreuz-Kapelle oder Sokopf-Kapelle) zur Erinnerung an den Gründer des Tummelplatzes, Johann Georg Sokopf, errichtet. Die gotisierende Kapelle steht am südlichen Rand der Anlage. Der hohe Giebel zeigt ein Fresko des Auferstandenen, die Pfeiler seitlich der Spitzbogennische je ein Gemälde eines Engels mit Leidenswerkzeugen. In der tiefen, kreuzgratgewölbten Nische befindet sich das ursprüngliche Kruzifix  mit den 2020 neu geschaffenen Assistenzfiguren der Maria und des Johannes.
Weiter westlich befindet sich die Kreuzkapelle oder Jubiläumskapelle. Der neugotische Bau mit Strebepfeilern, Spitzbogenportal, Satteldach und Dachreiter wurde 1897 nach Plänen von Johann Wunibald Deininger errichtet. Das Fresko an der Giebelfassade wurde 1917 von Toni Kirchmayr geschaffen und zeigt einen Leichenzug mit Soldaten vor dem Hintergrund der Dolomiten und darüber eine Pietà. Der einjochige Innenraum weist ein grätiges Sterngewölbe auf. Die Apsis mit dreiseitigem Schluss ist durch eine Stufe erhöht und wird durch seitliche Spitzbogenfenster belichtet. Das Fresko des Auferstandenen an der Altarwand wurde 1970 von Anton Plattner gemalt.
Die Josefskapelle in der Nähe des Zugangs vom Schloss wurde vor 1853 errichtet. Die barockisierende Kapelle weist eine Lisenengliederung, ein Hohlkehlgesims und ein Satteldach auf. In der vergitterten Rundbogennische befindet sich eine Holzskulptur des hl. Josef mit Kind und Lilie aus der Mitte des 19. Jahrhunderts.
Die Antoniuskapelle mit einfachem Satteldach stammt aus dem 19. Jahrhundert. In der vergitterten Nische befindet sich ein Altar mit zwei gedrehten Halbsäulen und einem spätbarocken, weitgehend übermalten Leinwandbild mit der Darstellung des hl. Antonius von Padua vor der Madonna mit Kind.
Die Lourdeskapelle am westlichen Ende des Friedhofs wurde von der Familie Kremser gestiftet und 1884 geweiht. Der neugotische Bau weist ein steiles Satteldach und spitzbogige Tür- und Fensteröffnungen auf. Im tonnengewölbten Inneren befindet sich hinter einem barockisierenden Schmiedeeisengitter mit bekrönendem Marienmonogramm eine Lourdesgrotte.
Am östlichen Rand steht, erhöht und über eine Treppe erschlossen, die Kaiserschützenkapelle. Sie wurde 1922 als Ergebnis eines Wettbewerbes nach einem Entwurf von Clemens Holzmeister von Theodor Prachensky errichtet. Die wandhohen Fresken zweier Kaiserschützen zu beiden Seiten des mächtigen Spitzbogenportals stammen von Alfons Walde unter Mitarbeit von Andreas Einberger (1924). Der Innenraum weist eine flache Holzdecke auf, das überlebensgroße Kruzifix wurde um 1920 von Peter Sellemond geschaffen.
Das Schmerzensmannstöckl ist ein gotisierender Bildstock mit Satteldach und Spitzbogennische. Er beherbergt eine vollplastisch geschnitzte Andachtsfigur des Christus in der Rast aus der Mitte des 19. Jahrhunderts.
Das Denkmal der vier Kaiserjägerregimenter wurde 1918 errichtet. Das steinerne Denkmal besteht aus einer Säule in Form eines stilisierten Baumstamms und einem kubischen Aufbau mit Reliefs, der von einem geschwungenen Kegeldach und einem Adler bekrönt wird. Die Reliefs wurden von Virgil Rainer geschaffen und zeigen an der Vorderseite den Auferstandenen, darunter das Innsbrucker Wappen und auf der Rückseite Christus Salvator mit zwei männlichen Assistenzfiguren, darunter ein Wappen mit aufsteigendem Hirschen.
Das Kaiserschützendenkmal wurde um 1920 zum Gedenken an die gefallenen reitenden Tiroler Kaiserschützen errichtet. Das klassizierende Denkmal aus Kunststein besteht aus einem Sockel und einem Aufsatz und bekrönenden Eckstücken.
Das Amelungiadenkmal wurde um 1920 zur Erinnerung an die im Ersten Weltkrieg gefallenen Mitglieder der Studentenverbindung Amelungia errichtet. Das überdachte Kruzifix weist einen expressiven Corpus im Dreinageltypus aus, Christus ist mit Segensgestus dargestellt.
Das Denkmal der Studentenverbindung Brixia wurde Ende des 19. Jahrhunderts errichtet. Das einfache Wegkreuz mit Bretterkasten zeigt einen gotisierenden Corpus im Dreinageltypus.
Der früher auf dem Westfriedhof befindliche und zwischenzeitlich deponierte Grabstein Kajetan Sweths wurde 2009 am Tummelplatz aufgestellt und mit einer Gedenktafel versehen, die ihn als Denkmal für die gefallenen Freiheitskämpfer 1809 ausweist.
Eine 1931 am Rennweg angebrachte und 1938 von den Nationalsozialisten entfernte Gedenktafel für Franz Innerhofer, das erste Opfer des italienischen Faschismus in Südtirol (1921) wurde 2021 am Tummelplatz enthüllt.